# 上田直次
上田 直次（うえだ なおじ、1880年1月23日 - 1953年2月21日）は、日本の彫刻家。広島県賀茂郡川尻村生まれ。

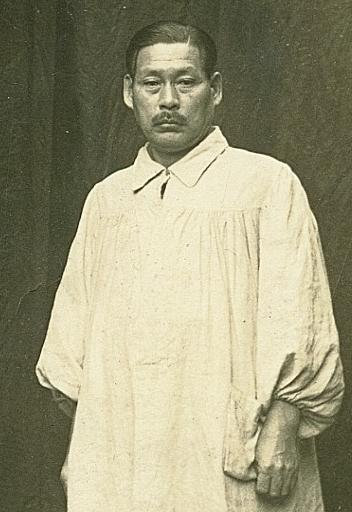
上田直次

## 略歴
1880年（明治13年）1月23日、広島県賀茂郡川尻村（現在の呉市川尻）宮大工の第一人者と称された上田治作の次男に生まれる。　
1906年（明治39年）大阪産業博覧会で高村光雲の「浜辺で遊ぶ子ら」を見て感銘を受け、翌1907年、川尻村光明寺の住職日高緝熙に斡旋された浅草の広楽寺を目指して妻を残し単身上京。東京府下谷区谷中（清水町）真島町一番地にある太平洋画会研究所 に学ぶ。木彫を山崎朝雲に師事、塑像を朝倉文雄のもとで研究。旧広島藩第12代藩主浅野長勲に認められ、望月圭介の庇護を受けた。
1911年（明治44年）第5回文部省美術展覧会（文展）で「労働者の妻」が初入選する。以後文展・帝展で活躍し、第11回帝展で「山羊の親子」が特選となり、宮内庁買い上げとなる。以後帝展・新文展に無鑑査出品の権利を得る。
1945年（昭和20年）、終戦を機に広島に帰郷。晩年は仏像の制作に励んだ。また、広島県美術展の第一回展から第四会展まで彫刻部の審査員を務めた。
1953年（昭和28年）2月21日、広島県賀茂郡川尻町の自宅で肝臓がんのため死亡。享年73。墓は広島県内にある。

## 主な作品
1911年（明治44年）
- 第9回太平洋画会展「子守」出品（100）太平洋画会第２巻（Ａ）（4月22日）
- 第5回文展「労働者の妻」初入選（日展史2）Ｐ326・Ｐ342

1912年(大正元年）
- 第10回太平洋画会展「山羊」（10）「女の首」（50）出品（太平洋美術会百年史）
- 第6回文展「水鏡」入選　（価格500円）日展史２　第６回文展Ｐ532．Ｐ537

1913年(大正2年）
- 第11回太平洋美術会展覧会　391番「山羊」石膏出品(5月24日）（太平洋美術会百年史・太平洋画会第１１回展覧会目録）
- 国民美術協会第1回西部美術展（10月10日）12番「肖像」石膏　22番「薪割」木彫　26番「牝牛」鋳造　95番「山羊」鋳造出品　国民美術協会第１巻（Ａ）

1914年（大正3年）
- 東京大正博覧会　391番「ヤギ」木彫出品 Ｐ49　

1915年（大正４年）
- 第３回美術展覧会　398番「高砂の濱」木彫（50）94番「捨てられた小犬」石膏（65）103番「釜君の肖像」非売　国民美術協会

1916年（大正5年）
- 第10回文展「ゆあがり」入選Ｐ548Ｐ553（日展史4）

1917年（大正6年）
- 第５回美術展覧会（2月3日）　62番「老婆の肖像」石膏　非売　国民美術協会

1917年（大正6年）
- 第11回文展「うつりゆく心」入選 Ｐ200Ｐ209（日展史5）

1918年（大正7年）
- 第12回文展「涼風」入選 Ｐ454Ｐ462（日展史5）

1919年（大正8年）
- 第1回帝展「労働者」木彫　入選　Ｐ144Ｐ147木彫（日展史6）

1920年（大正9年）
- 第2回帝展「沖の不安」入選　Ｐ258Ｐ264（日展史6）
- 「豊太閤御尊像」木彫　厳島神社千畳閣

1921年（大正10年）
- 第3回帝展「高峰」入選　木彫（日展史6）Ｐ368Ｐ（10月22日付中国新聞）

1923年（大正12年）
- 第2回東台彫塑会「富岡翁の像」出品

1924年（大正13年）
- 第5回帝展「老の喜び」P180P189（日展史7帝展編2）
- 浅野長勲候銅像

1925年（大正14年）
- 第3回東台彫塑会「母性愛」出品
- 第11回国民美術協会美術展覧会　6月4日2番「豊大公」非売・13番「月」非売　国民美術協会
- 「澤原為綱扇之像」（6月11日付呉新聞　中国新聞？）

1926（大正15年）
- 第7回帝展　「母性の愛護」入選　Ｐ482Ｐ489（日展史7帝展編2）
- 「神代雛」昭和天皇長女照宮成子内親王へ献上　（3月3日やまと新聞）

1927年（昭和２年）
- 朝倉塾彫塑習作展覧会4月23日「男」出品　朝倉塾彫塑習作展覧会図録（Ｃ）　
- 第8回帝展「嘲餉の戯れ」入選　Ｐ210Ｐ217（日展史8帝展編3）（帝国美術院美術展覧会図録）
- 「江原素六像」（偉人の俤）

1928年（昭和3年）
- 賀茂郡三津口町柏島神社神体（10月22日　呉新聞）
- 「大池忠助翁銅像」（6月17日）釜山商業会議所前（偉人の俤）

1929年（昭和4年）
- 第10回帝展　「個性」入選　Ｐ222Ｐ233（日展史8）竹原美術館前現存
- 安浦三津口神山神社「亀田多吉銅像」
- 第５回滝野川彫塑研究所試作展出品「農村の児童」レリーフ
- 「浅野長勲氏胸像」
- 「望月圭介胸像」696番Ｐ304Ｐ305（1月13日　萬朝新聞・国民新聞・呉新聞）（偉人の俤）広島大崎上島「海と島の歴史資料館」に2体現存

1930年（昭和5年）
- 第11回帝展　「山羊の親子」特選木彫Ｐ444Ｐ448（日展史9）i-53（近代日本彫刻集成第3巻）宮内省買い上げ（10月19日報知新聞・中国新聞・国民新聞・？呉新聞）（10月20日読売新聞）美乃国6巻11号11月「特選作家の手記」
- 明治大正名作絵画彫刻展「男」を出品。ドイツの美術研究家フォン・ウェグマン博士に激賞され、日本彫刻界の代表作品としてドイツ・フランス・イギリス等の美術界に広く紹介される
- 「宮原一人像」

1931年（昭和6年）
- 第12回帝展「愛に生きる」永久無鑑査となる（価格3,000円）（日展史9）（12月12日呉日日新聞・？萬朝新聞）

1932年（昭和7年）
- 第13回帝展「青葉のにおい」（費売）（日展史10）11月サウンド3号「彫刻人層を行く」大蔵雄夫

1933年（昭和8年）
- 第14回帝展　「山羊群衆」父子同時出品（朝日新聞社版帝展号）（10月17日大阪毎日新聞）
- 東京美術院開館10周年記念「山羊群像」（価格3,000円）（日展史10）
- 澤原為綱像

1934年（昭和9年）
- 第15回帝展　「山彦」、長男薫「立てる女性」入選（日展史11）父子同時出品（朝日新聞社版帝展号）

1935年（昭和10年）
- 「加藤元帥銅像」現在広島市比治山公園台座のみ存在（8月21日東京日日新聞・22日東京毎日新聞・10月8日毎朝新聞・10月15日東京朝日新聞・10月26日中国新聞・11月4日中国新聞）
- 第1回東邦彫塑院展覧会（10月5日東京府美術館）朝鮮山羊・奥田氏の頭・不動尊・望月先生還暦ノ像・澤原為綱翁ノ像・天野幸太郎氏ノ像・牝山羊・山羊(Ａ）

1936年（昭和11年）
- 第三部会第2回彫塑展覧会出品　9月東京府美術館（Ａ）
- 香椎翁像・聖観音（木彫）・渋谷博士像・群れ来る山羊（三男繁直モデル）・大国（木彫）牡山羊（木彫）・加藤元帥（Ａ）
- 「加藤友三郎の像」秋のサロンに出品（10月10日報知新聞）
- 「勝田登一像」呉市市長12月12日除幕式　現存せず　現在のものは戦後の別者

1937年（昭和12年）
- 第3回三部会展「群がる山羊」（次男繁直がモデル）　　　　　　　　
- 戦時下の美術展「植村少尉像」（9月13日報知新聞）

1938年（昭和13年）
- 三部会展覧会？「死の中隊杉本五郎中佐」（5月25日東京朝日新聞）7月国際写真情報
- 7月7日「平本大尉胸像」大呉市民史昭和編中巻一（Ｐ405）写真残る
- 第4回日展第三部会「鶏」
- 第5回滝野川彫刻研究所「農村の児童」レリーフ

1939年（昭和14年）
- 第3回新文展　「空のこえ」（日展史13）

1940年（昭和15年）
- 紀元二千六百年奉祝展出品「聖羊」

19;41年（昭和16年）
- 第4回新文展「村上英先生」（日展史14）竹原美術館現存

1943年（昭和18年）
- 第6回新文展「肇国の理想」（日展史15）

1944年（昭和19年）
- 戦時特別文展「母性愛」（日展史）
- 第三部会展「山羊親子」

1946年（昭和21年）
- 日展三部会「むらがる山羊」

1948年（昭和23年）
- 日展三部会「鶏」
- 7月黎明9号「人物短評」松影

1953年（昭和28年）
- 「望月圭介銅像」に着手するが絶作となる

1984年（昭和59年）
- 「愛に生きる」呉市立美術館前　平田沢意寄贈（3月19日広島読売新聞・3月20日広島毎日新聞・3月22日広島朝日新聞）

その他
「天野幸太郎」「小林博士」「陸軍大尉石川弘之」「台北第二中学河瀬校長」「水島少尉」「浅野長勲」の像等多数

## 家族
- 父 － 宮大工上田治作
- 長男 － 彫刻家上田薫（東京芸術大学彫刻科卒）
- 次男 － 彫刻家上田繁直（東京芸術大学彫刻科卒）